# World Tour w siatkówce plażowej 1996
World Tour w siatkówce plażowej 1996 składał się z 24 turniejów z łączną pula nagród 4,3 miliona dolarów. Był to pierwszy sezon z cyklu World Tour, w którym to rozgrywki toczyły się na przestrzeni jednego roku. Inauguracja nastąpiła w kwietniu 1996 roku, a turnieje finałowe rozegrano pod koniec roku.

## Zawody

### Mężczyźni
| Turniej                                                                | 1. miejsce                         | 2. miejsce                         | 3. miejsce                     | 4. miejsce                              |
| ---------------------------------------------------------------------- | ---------------------------------- | ---------------------------------- | ------------------------------ | --------------------------------------- |
| Spain Open Marbella, Hiszpania 5 – 7 kwietnia                          | Zé Marco de Melo Emanuel Rego      | Roberto Lopes Franco Neto          | Martín Conde Eduardo Martínez  | John Child Mark Heese                   |
| Brazil Open João Pessoa, Brazylia 9 – 12 maja                          | Paulão Moreira Paulo Emilio Silva  | Martín Conde Eduardo Martínez      | Zé Marco de Melo Emanuel Rego  | Julien Prosser Lee Zahner               |
| Turkey Open Alanya, Turcja 31 maja – 2 czerwca                         | Martín Conde Eduardo Martínez      | Zé Marco de Melo Emanuel Rego      | Jan Kvalheim Bjørn Maaseide    | Roberto Lopes Franco Neto               |
| United States Open Hermosa Beach, Stany Zjednoczone 21 – 23 czerwca    | Jan Kvalheim Bjørn Maaseide        | Roberto Lopes Franco Neto          | Martín Conde Eduardo Martínez  | Zé Marco de Melo Emanuel Rego           |
| French Open Marsylia, Francja 27 – 30 czerwca                          | Roberto Lopes Franco Neto          | Carl Henkel Sinjin Smith           | Martín Conde Eduardo Martínez  | Jean-Philippe Jodard Christian Penigaud |
| German Open Berlin, Niemcy 5 – 7 lipca                                 | John Child Mark Heese              | Rogério Ferreira Guilherme Marques | Julien Prosser Lee Zahner      | Francisco Álvarez Juan Rossell          |
| French Open Pornichet, Francja 9 – 11 sierpnia                         | Zé Marco de Melo Emanuel Rego      | Rogério Ferreira Guilherme Marques | Jan Kvalheim Bjørn Maaseide    | Paulão Moreira Paulo Emilio Silva       |
| Portugal Open Espinho, Portugalia 16 – 18 sierpnia                     | Mike Dodd Mike Whitmarsh           | John Child Mark Heese              | Martín Conde Eduardo Martínez  | Jan Kvalheim Bjørn Maaseide             |
| Italian Open Lignano, Włochy 23 – 25 sierpnia                          | Zé Marco de Melo Emanuel Rego      | Carl Henkel Sinjin Smith           | Jan Kvalheim Bjørn Maaseide    | Paulão Moreira Paulo Emilio Silva       |
| Spain Open Teneryfa, Hiszpania 5 – 8 września                          | Zé Marco de Melo Emanuel Rego      | John Child Mark Heese              | Francisco Álvarez Juan Rossell | Martin Laciga Paul Laciga               |
| Indonesia Open Dżakarta, Indonezja 4 – 6 października                  | Roberto Lopes Franco Neto          | Carl Henkel Sinjin Smith           | Andre Gomes Emanuel Rego       | Rogério Ferreira Guilherme Marques      |
| Puerto Rico Open Carolina, Portoryko 18 – 20 października              | Zé Marco de Melo Emanuel Rego      | Rogério Ferreira Guilherme Marques | Carlos Loss Duda Macedo        | Roberto Lopes Franco Neto               |
| Brazil Open Fortaleza, Brazylia 24 – 27 października                   | Mike Dodd Mike Whitmarsh           | Rogério Ferreira Guilherme Marques | Zé Marco de Melo Emanuel Rego  | Andre Gomes Eduardo Garrido             |
| South Africa Open Durban, Republika Południowej Afryki 13 – 15 grudnia | Rogério Ferreira Guilherme Marques | Mike Dodd Mike Whitmarsh           | Zé Marco de Melo Emanuel Rego  | Jan Kvalheim Bjørn Maaseide             |

### Kobiety
| Turniej                                                             | 1. miejsce                      | 2. miejsce                       | 3. miejsce                      | 4. miejsce                      |
| ------------------------------------------------------------------- | ------------------------------- | -------------------------------- | ------------------------------- | ------------------------------- |
| Brazil Open Maceió, Brazylia 10 – 14 kwietnia                       | Sandra Pires Jackie Silva       | Mônica Rodrigues Adriana Samuel  | Shelda Bede Adriana Behar       | Beate Bühler Danja Müsch        |
| Brazil Open Recife, Brazylia 17 – 21 kwietnia                       | Sandra Pires Jackie Silva       | Mônica Rodrigues Adriana Samuel  | Shelda Bede Adriana Behar       | Natalie Cook Kerri Pottharst    |
| United States Open Hermosa Beach, Stany Zjednoczone 21 – 23 czerwca | Sandra Pires Jackie Silva       | Mônica Rodrigues Adriana Samuel  | Holly McPeak Nancy Reno         | Natalie Cook Kerri Pottharst    |
| Japan Open Osaka, Japonia 9 – 11 sierpnia                           | Natalie Cook Kerri Pottharst    | Danalee Bragado-Corso Pat Keller | Liane Fenwick Sarah Straton     | Yukiko Takahashi Kaori Tsuchiya |
| Portugal Open Espinho, Portugalia 9 – 11 sierpnia                   | Sandra Pires Jackie Silva       | Mônica Rodrigues Adriana Samuel  | Shelda Bede Adriana Behar       | Maike Friedrichsen Danja Müsch  |
| Belgium Open Ostenda, Belgia 16 – 18 sierpnia                       | Sandra Pires Jackie Silva       | Beate Bühler Danja Müsch         | Shelda Bede Adriana Behar       | Mônica Rodrigues Adriana Samuel |
| Korea Open Pusan, Korea Południowa 23 – 25 sierpnia                 | Lisa Arce Holly McPeak          | Yukiko Takahashi Kaori Tsuchiya  | Mônica Rodrigues Adriana Samuel | Liz Masakayan Angela Rock       |
| Puerto Rico Open Carolina, Portoryko 6 – 8 września                 | Shelda Bede Adriana Behar       | Sandra Pires Jackie Silva        | Lisa Arce Holly McPeak          | Natalie Cook Kerri Pottharst    |
| Brazil Open Salvador, Brazylia 7 – 10 listopada                     | Mônica Rodrigues Adriana Samuel | Sandra Pires Jackie Silva        | Shelda Bede Adriana Behar       | Lisa Arce Holly McPeak          |
| Indonesia Open Dżakarta, Indonezja 22 – 24 listopada                | Shelda Bede Adriana Behar       | Maike Friedrichsen Danja Müsch   | Sandra Pires Jackie Silva       | Holly McPeak Karrie Poppinga    |